# 特溫格羅夫斯鎮區 (密蘇里州賈斯珀縣)
特溫格羅夫斯鎮區（英語：Twin Groves Township）是位於美國密蘇里州賈斯珀縣的一個行政鎮區。

## 地方資料
特溫格羅夫斯鎮區的面積為109.56平方千米，當中陸地面積為108.86平方千米，而水域面積為0.70平方千米。根據2020年美國人口普查的數據，當地共有人口6771人，而人口密度為每平方千米61.8人。